# Pedro Feliciano Cavia
Pedro Feliciano Sáinz de Cavia (Buenos Aires, 20 de octubre de 1776 - 23 de julio de 1849) fue un político, periodista y diplomático argentino que participó en la política de la década de 1820 en su país, como miembro del partido federal.

## Biografía
Nació en Buenos Aires el 20 de octubre de 1776 y fue bautizado en la Iglesia de San Nicolás de Bari. Era hijo de Gregorio Sáenz de Cavia, nativo de la villa de Vizca, Burgos, y de Victoria de Sosa y Casco de Mendoza, nativa de Buenos Aires. Su madre dio a luz a cuatro hijos y cinco hijas y murió en Montevideo en junio de 1785 y su padre contrajo matrimonio en segundas nupcias en septiembre de ese año con una prima de su primera mujer, Agustina Paredes y Gómez de Sosa.
Adquirió en la Universidad de Córdoba el título de doctor en leyes. El 12 de abril de 1796 residía ya nuevamente en Montevideo donde casó con María Antonia de la Natividad Pagola y Rodríguez, nacida en 1780. Tuvo cuando menos un hijo, Martín Cavia y Pagola.

### Escribano Real
El 8 de agosto de 1804 se le expidió en San Ildefonso el título de Escribano y Notario Público de las Indias, Islas y tierra firmes del mar Océano.
Como tal, el 13 de agosto de 1805 le tocó dar fe del acto por el cual el capitán del batallón de Voluntarios de la Plaza de Montevideo, Martín José Artigas, otorgaba consentimiento a su hijo el ayudante mayor del Cuerpo de Blandengues José Artigas para contraer matrimonio con Rosalía Villagrán, hija de Francisca Artigas y José Villagrán.
El 12 de noviembre de 1805, el Cabildo de la ciudad de Montevideo resolvió colocar interinamente en el despacho de los negocios del cuerpo al escribano de Su Majestad, Pedro Feliciano Sáenz de Cavia.
Cavia participó del movimiento juntista encabezado por Francisco Javier de Elío en septiembre de 1808. Así, en tanto secretario del Cabildo, se convirtió en secretario de la Junta de Montevideo constituida el 21 de septiembre de ese año. Sáenz de Cavia fue quien escribió todos los bandos, proclamas y otros escritos de los rebeldes de esa ciudad, por lo que era tenido como realista.
No obstante, al momento de producirse la Revolución de Mayo, Cavia dirigía la Sociedad Secreta de Montevideo, integrada por Juan Ramón Rojas, Manuel Fernández Puche y los presbíteros Santiago Figueredo y Pedro Pablo Vidal, manteniendo el proyecto de la independencia.

### La década de la Revolución
Tras el fracaso de la negociación entre la Primera Junta y el gobierno de Montevideo, la Sociedad Secreta de Montevideo dirigida por Feliciano Sáenz de Cavia, contando con el apoyo de los cuerpos urbanos de Cazadores de infantería ligera y Voluntarios del Río de la Plata al mando de los coroneles Juan Balbín González Vallejo y Prudencio Murguiondo, empezó a trabajar sobre un plan para obligar a reembarcarse al Cuerpo de la Real Marina para votar libremente en un congreso.
No obstante, la intervención oportuna del comandante general de Marina del Apostadero del Río de la Plata José María Salazar hizo fracasar el movimiento el 12 de julio. En el acuerdo de rendición del que el Cabildo salió garante, Salazar concedía la aministía a los líderes del movimiento, no obstante y pese a la insistencia del Cabildo que deseaba se respetasen los términos, los envió encadenados a Cádiz pudiendo Cavia eludir ese destino.
Fue secretario del general Manuel Belgrano en su expedición al Paraguay y en 1811 formó parte de la comisión que firmó el tratado con el Paraguay, el que rubricó como secretario.
Hizo carrera como funcionario de segunda línea de los gobiernos establecidos después de la Revolución de Mayo: fue secretario de la embajada que firmó la alianza con el gobierno revolucionario paraguayo en 1811, y después fue secretario de Manuel de Sarratea (1812/1813), del general José Rondeau en el sitio de Montevideo, de Carlos María de Alvear y Miguel Estanislao Soler.
Entre el 5 y el 21 de abril de 1813 se reunió el Congreso de Tres Cruces en la quinta de Manuel José Sáenz de Cavia, en el paraje extramuros de Tres Cruces, en Montevideo, para tratar la adhesión a la Asamblea del Año XIII, establecer las condiciones de la misma y elegir sus diputados, los que finalmente serían rechazados por el Congreso.
Tras el rechazo de los diputados originales el 19 de octubre de 1814 a instancias del general José Rondeau se reunió un nuevo congreso y fueron elegidos a la Asamblea como representantes de Montevideo Cavia y Pedro Fabián Pérez, incorporándose en el breve quinto período de sesiones, entre el 5 y el 26 de enero de 1815.

### Periodismo
Se destacó como abogado y periodista. Para rebatir las opiniones sobre el gobierno de Gervasio Antonio de Posadas publicadas en Baltimore por los desterrados Agrelo, Manuel Moreno y Pazos Kanki, entre el 2 de septiembre de 1817 y el 29 de ese mes se editó un semanario con el título Al avisador patriota y mercantil de Baltimore. Su redactor era anónimo pero algunos consideran que se trataba de Pedro Feliciano Sáenz de Cavia
En 1818 se encomendó al ahora Oficial 1° de Secretaría de Gobierno del Director Pueyrredón, Pedro Feliciano Sáinz de Cavia, la redacción de un libelo difamatorio contra el caudillo federal José Artigas de gran arraigo, que se titulaba "El Protector Nominal de los Pueblos Libres, Don José Artigas", pedido que se tradujo en un folleto de 66 páginas.
El propósito era el de influir en la opinión de los tres comisionados enviados por el presidente norteamericano Monroe para informarse de la verdadera situación de las provincias del Río de la Plata y para saber si podía proceder o no al reconocimiento de la independencia de aquellas provincias.
Con su panfleto, el posteriormente llamado libelo de Cavia, dio inicio a la prédica anti-artiguista que sería continuada luego por Francisco Berra o por Sarmiento. Finalizaba con estas palabras: "Al arma, al arma, seres racionales, contra este nuevo caribe, destructor de la especie humana".
Fue desterrado por Pueyrredón ese mismo año, y acompañó a Manuel Dorrego en Baltimore; allí publicó un periódico en castellano para la comunidad de exiliados hispanoamericanos y españoles. 
Regresó a Buenos Aires a fines de 1818. 
En cartas dirigidas a Cavia en mayo de 1819 por el comerciante americano Guillermo Pío White este tras comentarle que "Nadie mejor que su excelencia conoce el carácter enconado del finado don Martín de Álzaga" hace referencia a la influencia del partido de Álzaga en la caída del Virrey Baltasar Hidalgo de Cisneros, convirtiéndose en una de las principales fuentes históricas que certifican esa participación.
Ese mismo año, el 2 de abril de 1819, apareció El Americano, dirigido por Cavia y Santiago Vázquez.
Se publicaba los días viernes y defendía el sistema directorial, al partido del orden. Desapareció el 11 de febrero de 1820, tras el derrumbe del gobierno.
Uno de los más recordados periodistas de la época fue el fraile Francisco de Paula Castañeda, quien inauguró precisamente su lucha periodística en diciembre de 1819 contra el periódico de Cavia. Cavia llegó a acusar de loco a Castañeda y el 25 de abril el gobierno ordenó la suspensión del diario del fraile por haber llamado irónicamente a Cavia con el mote de "Don Magnífico", y fue sancionado con la pena de no aparecer durante cuatro meses.
El Americano fue el último periódico de carácter nacional o con esa pretensión. Los que surgieron entonces eran medios de prensa de la Provincia de Buenos Aires.

### En el partido federal
Durante la crisis de 1820 se identificó con el partido de Dorrego, que poco después se llamaría partido federal.
Logró una banca en la legislatura provincial y escribió en varios periódicos. Se opuso moderadamente a la reforma eclesiástica impulsada por el ministro Bernardino Rivadavia, pero posteriormente se convirtió en exaltado defensor del ministro, enfrascándose en una larga lucha periodística con el también exaltado opositor fray Francisco de Paula Castañeda desde "El Imparcial", periódico fundado en 1820 y que fue clausurado en 1821 por el gobierno porteño. Al año siguiente dirigió "El Patriota", también a favor del partido de Rivadavia.
Apoyó al principio la presidencia de Rivadavia, pero volvió al partido de Dorrego cuando el ministro propuso la primera ley de nacionalización de la ciudad de Buenos Aires. En 1826 editó "El Ciudadano" y dirigió "El Tribuno", ambos de tendencia popular y federal. Casi toda la década fue diputado provincial o nacional: desde 1826 era representante por la provincia de Corrientes al Congreso Nacional.
En 1826 durante la presidencia de Bernardino Rivadavia el Congreso debatió la constitución que regiría la república. Cavia era miembro del congreso y en septiembre de ese año expresó su oposición al artículo 7° que establecía "la forma representativa, republicana, consolidada en unidad de régimen" por ser partidario de la forma federal de gobierno. No obstante, el artículo fue aprobado por 41 votos contra 11. Tras esa decisión la mayor parte de los opositores se retiró del congreso, incluido Cavia que solicitó licencia, y la Constitución unitaria finalmente aprobada fracasó en su reconocimiento por parte de las provincias.
Rechazada la constitución se convocó un congreso federal en Santa Fe, que tuvo un principio de ejecución al elegir Corrientes a Cavia como su delegado, con un sueldo de $2000 mensuales (320 pesos plata).
Cuando Manuel Dorrego se hizo cargo de la gobernación la mayoría de los medios de prensa, en manos de la oposición, hicieron una virulenta campaña en su contra: El Tiempo de Juan Cruz y Florencio Varela, El Duende (Agüero), El Porteño (Gallardo), El Granizo, El Liberal, El Diablo Rosado (Laserre), El Hijo Mayor del Diablo Rosado, El Hijo Menor del Diablo Rosado, El Hijo Negro del Diablo Rosado, atacaban a lo que llamaban el gobierno de "la chusma", tanto en los aspectos políticos como en la vida privada. Sólo El Correo Federal de Cavia y Manuel Moreno apoyaban al gobierno utilizando igual tono contra la oposición.
Fue secretario de la legación de los generales Tomás Guido y Juan Ramón Balcarce a Río de Janeiro en 1828, por la que se declaraba la independencia del Estado Oriental del Uruguay. Fue el encargado de llevar el tratado de paz firmado el 27 de agosto a Buenos Aires para su ratificación por el gobernador Dorrego, encargado de las relaciones exteriores de toda la Argentina.
El 17 de septiembre arribó al puerto de Buenos Aires Pedro Feliciano Sáenz de Cavia trayendo el tratado preliminar de paz. El 26 fueron recibidos Cavia y Manuel Moreno en sesión secreta por el Congreso reunido en Santa Fe, y el 4 de noviembre de 1828 se aprobó el tratado.

### La época de Rosas
Se opuso a la revolución del general Juan Lavalle en 1828, y apoyó el primer gobierno de Juan Manuel de Rosas.
En noviembre de 1829, el gobernador Juan José Viamonte nombró a Cavia y a Juan José Cernadas para mediar entre el caudillo federal riojano general Facundo Quiroga y el general José María Paz, director de la Liga del Interior, durante la segunda invasión de aquel a Córdoba. Cuando el 6 de diciembre de ese año se hizo con el poder Juan Manuel de Rosas confirmó la misión que salió de Buenos Aires el 6 de enero de 1830.
El 10 de enero Quiroga envió un ultimátum a Paz y este interpretando su mediación como un intento de Quiroga y Rosas de ganar tiempo a favor de éste, aceptó negociar pero con sus propios delegados, Eduardo Bulnes y Wenceslao Paunero, pero Quiroga exigía un tratado de paz definitivo con la intervención de Cavia y Cernadas, quienes se encontraron con el riojano en Oncativo, Córdoba. Paz, aprovechó la misión de Cavia y Cernadas para distraer a Quiroga y atacarlo. Estaban conferenciando cuando cayó sobre el campamento el ejército de Paz derrotando completamente a las fuerzas federales en la llamada batalla de Oncativo. Quiroga se salvó en el carruaje de Cavia y Cernadas dirigiéndose a Buenos Aires.
En 1832 Cavia dirigía El Clasificador o Nuevo Tribuno desde el cual mantenía una campaña contra las provincias del interior acusándolas de retardar la organización nacional y contra las facultades extraordinarias. El 1 de febrero de 1832 Rosas suspendió el periódico basándose en el artículo 6 del Pacto Federal (no tolerar que persona alguna de su territorio ofenda a cualquiera de las otras dos provincias o sus gobiernos).
Rosas decidió enviarlo ante el presidente de la Confederación Perú-Boliviana, Andrés de Santa Cruz el 22 de mayo de 1832 como Encargado de Negocios. 
No obstante su federalismo doctrinario (era opuesto a las facultades extraordinarias y partidario de convocar un congreso constituyente) Rosas lo nombró a propuesta de Quiroga quien mantenía amistad con Cavia desde su rescate en Oncativo.
Las instrucciones del comisionado eran pedir el alejamiento de los emigrados de la frontera.
A su paso por las provincias mostraría a los gobernadores la inconveniencia de reunir el congreso general federativo 
Contra el tenor de sus instrucciones Cavia hizo propaganda en Santiago del Estero, Tucumán y Salta para la reunión de un congreso.
Ibarra creyó que era la opinión de Rosas y le escribió el 17 de noviembre "por cuanto don Pedro Feliciano Cavia nos ha confirmado en esta persuasión y esperanzas asegurándonos aquí las bellas disposiciones de VE"
Rosas contestó "Con igual franqueza que la suya debo decirle a Ud que el estado actual de la República lo considero el menos a propósito para la reunión de un cuerpo legislativo nacional... siento que el señor Cavia por no haberme quizás comprendido bien haya contribuido a confirmar a Ud en sus ideas respecto al asunto"(16 de diciembre de 1832)
En su camino hacia ese país, se hizo eco de las acusaciones del gobernador de la provincia de Tucumán, Alejandro Heredia, en contra de Andrés de Santa Cruz, en el sentido de que pretendía anexarse Salta y Jujuy con ayuda de emigrados unitarios. Por esa razón fue rechazado su permiso de ingreso a Bolivia.
Al pedir su ingreso desde Salta el 24 de diciembre el ministro de relaciones exteriores boliviano Manuel Enrique Calvo no aceptó su carácter diplomático "porque no estando en bastante calma y perfecta inteligencia los gobiernos de las provincias argentinas el de Bolivia no puede contar con reciprocidad ni garantías seguras en cualesquiera estipulaciones que llegase a celebrar" (3 de febrero de 1833).
Era una grave injuria que Balcarce gobernador desde diciembre de 1832 no creyó prudente contestar para "dejar al tiempo que aquel Estado calculando mejor sus intereses llegue a ligarse fraternalmente a la República y se niegue a la fatal influencia de los genios desorganizadores"

### El exilio
Regresó en 1832  a Buenos Aires y se unió al partido federal antirrosista, llamado de los "lomos negros" por los partidarios de Rosas. Fue separado de su cargo de diputado por la Revolución de los Restauradores, de 1833. Al año siguiente editó "El Censor Argentino", periódico que fue censurado en 1835, al subir al poder Rosas por segunda vez.
Cavia emigró al Uruguay al igual que muchos compañeros de partido. En agosto de 1835 se fundó en la Banda Oriental la Logia de los Caballeros Liberales. El país estaba dividido: estaba a cargo de la presidencia Manuel Oribe pero el principal factor de poder era la comandancia general de campaña que ejercía Fructuoso Rivera desde Durazno. Los emigrados unitarios y lomonegros se distribuían por el territorio, pero especialmente en Montevideo, donde se refugió Cavia.
Como órgano de la logia se editó en Montevideo El Moderador, dirigido por Cavia, pero cuyo redactor principal y responsable fue Alsina.
Cuando se produjo la intervención francesa en 1838, se produjo un debate entre los emigrados respecto a la actitud a tomar con los extranjeros. Los viejos unitarios en su mayor parte veían con desagrado la agresión francesa: Juan Cruz Varela, Florencio Varela, Jacobo Varela, Salvador María del Carril e incluso Juan Lavalle. Algunos (Lamadrid, Soler) incluso regresaron a Buenos Aires para ponerse a las órdenes de Rosas.
Por otro lado el periódico El Nacional y los miembros de la Asociación de Mayo eran favorables a los franceses:Juan María Gutiérrez, Juan Bautista Alberdi, Andrés Lamas, Andrés Somellera, Miguel Cané, etc.
Finalmente, tras la campaña de prensa de Alberdi y la muerte del principal opositor, Juan Cruz Varela, definieron la situación las posiciones favorables del general uruguayo Rivera y de Rivadavia, y el dinero distribuido por Martigny (más de dos millones de francos), los que dieron fin a la cuestión y aseguraron que el partido de los emigrados cerrara filas tras los franceses. Ante la situación Cavia y el general Espinosa resolvieron volver a Buenos Aires y ponerse a disposición de Rosas.
En Buenos Aires, Cavia fue responsable de violentos ataques de prensa contra El Nacional, que continuaba siendo el principal órgano de prensa de los exiliados de Montevideo.
Fue elegido diputado provincial algunas veces más, y se mostró decidido partidario de Rosas, pero pasó a un decidido segundo plano. A principios de la década de 1840 abandonó definitivamente la actuación política.
Olvidado y enfermo murió en Buenos Aires el 23 de julio de 1849.